# 高雅光學國際
高雅光學國際集團有限公司，簡稱高雅光學國際集團和高雅光學國際（英語：ELEGANCE OPTICAL INTERNATIONAL HOLDINGS LIMITED，港交所：0907），前身為「高雅國際集團有限公司」。
在1975年，由許亮華（主席）於香港（總部）成立「高雅眼鏡製造廠有限公司」。而主要業務在全球經營生產和銷售各類光學眼鏡產品。
該公司股份在1996年4月11日於港交所主板上市。

## 外部連結
- elegance-group.com